# قطعنامه ۷۶۵ شورای امنیت
قطعنامه ۷۶۵ شورای امنیت سازمان ملل متحد که در تاریخ ۱۶ جولای ۱۹۹۲ تصویب شد، سندی بین‌المللی دربارهٔ آفریقای جنوبی است. این قطعنامه طی نشست ۳۰۹۶ام با ۱۵ رای موافق، ۰ مخالف و ۰ ممتنع تصویب شد.